# Juan Carlos Andrés Costas
Juan Carlos Andrés Costas (Vigo, Pontevedra, Galicia, España, 11 de febrero de 1975), más conocido como Juan Carlos Andrés, es un entrenador de fútbol español que actualmente es asistente técnico del América de Cali de la Categoría Primera A de Colombia.

## Trayectoria
Comenzó su trayectoria en los banquillos en las categorías inferiores del Celta de Vigo. Desde 1994 a 1997 dirigió al equipo juvenil del celtiña.
En las siguientes temporadas ocuparía diversos cargo en el Celta de Vigo, hasta que en la temporada 1999-2000 firma como entrenador del Gondomar Club de Fútbol de la Tercera División de España, donde trabajó durante dos temporadas.
En 2002, se convierte en entrenador del Real Club Celta de Vigo "C", también conocido como Gran Peña FC, donde trabaja durante tres temporadas.
En julio de 2005, firma por el Alondras Club de Fútbol de la Tercera División de España, al que dirige durante cuatro temporadas.
El 8 de noviembre de 2009, firma por el Club Rápido de Bouzas de la Tercera División de España, al que dirige durante cuatro temporadas y media.
En la temporada 2014-15, firma como entrenador del Club Deportivo Boiro de la Tercera División de España.
En la temporada 2015-16, firmó en la Selección Gallega de Fútbol como técnico del equipo amateur, pero el 9 de noviembre de 2015, tras la llamada de Eusebio Sacristán, firma como segundo entrenador de la Real Sociedad de la Primera División de España.
En junio de 2018, firma como segundo entrenador del Girona FC de la Primera División de España, también formando parte del cuerpo técnico de Eusebio Sacristán, pero no pudieron evitar el descenso de categoría.
El 5 de abril de 2023, firma como entrenador de la SD Compostela de la Segunda Federación.

## Trayectoria como entrenador
| Club                             | País     | Año       |
| -------------------------------- | -------- | --------- |
| Celta de Vigo (Juvenil)          | España   | 1994-1997 |
| Gondomar Club de Fútbol          | España   | 1999-2001 |
| Real Club Celta de Vigo "C"      | España   | 2002-2005 |
| Alondras Club de Fútbol          | España   | 2005-2009 |
| Club Rápido de Bouzas            | España   | 2009-2014 |
| Club Deportivo Boiro             | España   | 2014-2015 |
| Real Sociedad (2.º entrenador)   | España   | 2015-2018 |
| Girona FC (2.º entrenador)       | España   | 2018-2019 |
| SD Compostela                    | España   | 2023-2024 |
| América de Cali (2.º entrenador) | Colombia | 2025-act. |